# بیمارستان شهید صدوقی یزد
بیمارستان شهید صدوقی یزد در شهر یزد در استان یزد واقع شده‌است. این مجتمع بزرگترین مرکز آموزشی درمانی جنوب شرق کشور مزین به نام سومین شهید محراب آیت الله صدوقی (ره) است.

## تاریخچه
بیمارستان شهید صدوقی یزد با زیر بنای ۴۳۰۰۰ متر مربع در زمینی به وسعت ۵۰ هکتار در قسمت جنوب شرقی شهرستان یزد در محیطی دور از هیاهوی شهری و در محدوده‌ای ساکت و آرام بنا گردیده‌است. کار طراحی و نقشه برداری بیمارستان از سال ۱۳۶۲ آغاز و در سال ۱۳۶۴ عملیات ساختمانی شروع و در سال ۱۳۷۹ پایان پذیرفت و نهایتاً در سال ۱۳۸۰ به بهره‌برداری رسید. این بیمارستان به بهره‌گیری از استانداردهای ساخت و ساز بیمارستانی و نیز تلفیقی از ذوق و هنر معماری ایرانی متناسب با شرایط اقلیمی و آب و هوای کویری یزد در پنج طبقه احداث گردیده‌است
این مرکز درمانی بزرگترین بیمارستان جنوب شرق کشور است که روزانه به‌طور متوسط تعداد ۴۴۰ بیمار در حال بستری دارد. هم‌اکنون تعداد ۱۲۰ عضو هیئت علمی دانشگاه متبوع در این بیمارستان مشغول ارائه خمات درمانی هستند که از این تعاد ۶۰ نفر از اعضای هیئت علمی تمام وقت می‌باشند.

## معرفی بیمارستان
این بیمارستان دارای بیست و نه بخش است، که ۲۰ بخش بستری و ۹ بخش پاراکلینیک می‌باشد.